# Hinmansville
Hinmansville es un área no incorporada (o conocidas como aldea) ubicada en el condado de Oswego en el estado estadounidense de Nueva York. Hinmansville se encuentra ubicada dentro del pueblo de Schroeppel.

## Geografía
Hinmansville se encuentra ubicada en las coordenadas 43°14′52″N 76°21′09″O / 43.24778, -76.35250.